# Американсько-китайські відносини за президентства Барака Обами
Американсько-китайські відносини за президентства Барака Обами — двосторонні відносини на політичному, дипломатичному рівні у період з 20 січня 2009 по 20 січня 2017 року.

## Відносини у період першого терміну Б. Обами
Прихід до влади адміністрації Б. Обами припало на час світової фінансово-економічної кризи та рецесії світової економіки. Відповідно всі зусилля Білого дому були спрямовані на боротьбу з кризою та її можливими наслідками. Під такі умови була організована зовнішня політика країни, в тому числі й на китайському напрямку, де було закладено не поганий початок.
За основу зовнішньополітичної стратегії США за адміністрації Б. Обами було взято принципи поєднання ідеології й прагматизму; концепцію «розумної влади», що реалізується шляхом використання повного набору дипломатичних, економічних, військових, політичних, юридичних і культурних заходів, їх правильної комбінації для кожної конкретної ситуації; визнання взаємозалежності світу, спільності загроз і викликів, що робить проблематичним одноосібне лідерство США.
В лютому 2009 року держсекретар Х. Клінтон зробила перший свій закордонний візит до країн АТР, таким чином відвідавши і Пекін. Візит до Китаю держсекретаря США знаменував початок китайської політики Вашингтона для нової адміністрації. Проте основні риси китайської стратегії були охарактеризовані у 2009 році під час доповіді помічника держсекретаря по Східній Азії та Тихого океану К. Кемпбел і у формулі «стратегічного завершення», запропонованої колишнім заступником держсекретаря Дж. Стейнбека.
В результаті візиту Х.Клінтон до КНР сторони домовилися розширити стратегічний економічний діалог, включивши в нього і проблеми безпеки. Крім того, було оголошено про плани почати дискусії щодо глобального потепління. А незадовго до візиту держсекретаря США в КНР обидві сторони заявили про відновлення консультацій між міністерствами оборони, які були припинені Пекіном в 2008 році.
В квітні 2009 р. між президентами Б. Обамою та Ху Цзіньтао досягнуто домовленість про розширення економічних переговорів на рівні кабінетів США і Китаю, які розпочалися за адміністрації Дж. У. Буша, до рівня «Американсько-китайського стратегічного і економічного діалогу», що охоплює широке коло двосторонніх, регіональних та глобальних питань поточного і довготривалого стратегічного інтересу. Його перший раунд за участю держсекратаря США Х. Клінтон, міністра фінансів США Т. Гейтнера, члена Держради КНР Дай Бінго і віце-прем’єра КНР Ванг Кішана відбувся у Вашингтоні в липні 2009 року.
У листопаді 2009 р. відбувся візит президента Обами до Китаю, де наголошувалося, що США не мають наміру стримувати піднесення Китаю і вітають його як сильного, процвітаючого й успішного члена спільноти націй. Проте з кінця 2009 р. почалося помітне погіршення американсько-китайських відносин, що було оцінено експертами в термінах початку «другої холодної війни».
Вирішальний вплив на американсько-китайські відносини мали успадковані з попереднього періоду проблеми фінансового і торговельного характеру, пов’язані з існуванням значного торговельного дефіциту США в торгівлі з КНР, що загострилися в умовах глибокого спаду американської економіки під впливом глобальної кризи. Значною мірою охолодженню відносин сприяли заходи Вашингтону, спрямовані на повернення лідерства США в Південно-Східній Азії (ПСА) і більш широкому Азійсько-Тихоокеанському регіоні (АТР), втраченого внаслідок Азійської фінансово-економічної кризи 1997-1998 рр. й глобальної війни з тероризмом за адміністрації Джорджа Буша.
Сигналом до поступового покращення двосторонніх відносин став успішний візит до США президента КНР Ху Цзіньтао в січні 2011 р. В травні 2011 р. США відвідав начальник генерального штабу НВАК генерал Чен Бінгде, що стало важливим кроком для відновлення військових зв’язків між двома країнами. В червні 2011 р. відбулися перші американсько-китайські консультації зі справ Азійсько-Тихоокеанського регіону тощо. За таких обставин в травні-червні 2011 р. Вашингтон уник критики Китаю за чергові інциденти в Південно-Китайському морі, заявивши, що США не підтримують жодну сторону. На щорічної конференції з безпеки в Сінгапурі (червень 2011 р.) секретар оборони США Р. Гейтс відзначав, що військові відносини між двома країнами після регресу останніх років перебувають на «позитивній траєкторії».
29 січня 2010 року Б. Обама озвучив плани продажу Тайваню чергову партію озброєнь, що призвело до очікуваного охолодження відносин між Пекіном і Вашингтоном. В цілому, за 2009-2012 роки тайванська проблема головним чином фігурувала в контексті американських продажів озброєнь Тайбею.

## Відносини у період другого терміну президентства Б. Обами
На початку 2012 року в обох державах відбувається зміна влади.
У квітня 2013 року член Політбюро ЦК КПК Фань Чанлун відзначав досягнення консенсусу між новим головою КНР Сі Цзіньпіном і президентом США Бараком Обамою щодо встановлення відносин нового типу (пошуку шляхів побудови взаємин нового типу) між двома державами.
7-8 червня 2013 року – візит нового Голови КНР Сі Цзіньпіна в США на зустріч з президентом США Бараком Обамою. Зустріч між ними в статусі перших осіб відбулася вперше. Сі Цзіньпін, спілкуючись у маєтку Саннілендс з журналістами, сказав, що вони з Обамою мають намір «прокласти маршрут в майбутнє китайсько-американських відносин і накидати ескіз цих відносин».
В останній стратегічній доповіді стосовно відносин США і КНР за вересень 2013 року виражалася стурбованість – «хоча США і Китаю немає необхідності повторювати історію конфліктів між великими державами, але міркування про неминучість такого конфлікту набувають популярності по обидва боки Тихого океану».
2014 року США і КНР прийняли «Кодекс поведінки» у разі незапланованих зустрічі бойових кораблів обох держав. Разом з тим, застереження щодо встановлення стратегічного балансу або регіонального кондомініума США і Китаю при наявності між ними системних протиріч, хоча й містять раціональне зерно, але на даному етапі їх взаємозв’язків, виглядають передчасними. Таким чином, намагання Вашингтона продемонструвати своїм союзникам, перш за все по НАТО, тверду рішучість у проведенні політики «повернення обличчя до Азії» було підтверджено заявами Пентагона сконцентрувати до 60 % всіх сил і засобів ВМФ США на Тихому океані. Візит Президента і Держсекретаря США в 2012–2014 рр. у країни, які знаходяться поблизу кордонів Китаю – В’єтнаму, Малайзії, М’янми, Південної Кореї, Камбоджі, Таїланду, Філіппін, Японії не залишають сумніву щодо цілеспрямованості тихоокеанської стратегії Сполучених Штатів.